# Richard Dawkins Foundation for Reason and Science
La Richard Dawkins Foundation for Reason and Science (RDFRS o RDF) è un'organizzazione no-profit fondata dal biologo britannico Richard Dawkins nel 2006.

## La fondazione
I suoi amministratori sono Richard Dawkins e Claire Enders nel Regno Unito, con J. Anderson e Todd Thomson Stiefel negli Stati Uniti.
Tra i suoi scopi la RDF intende finanziare la ricerca sugli aspetti psicologici della "credenza" e della religione, finanziare programmi di educazione scientifica, pubblicizzare e sostenere le organizzazioni caritatevoli di stampo laico.
Il 2 aprile 2007, sul sito web della Fondazione è stato lanciato un negozio online, con Growing Up in the Universe, un DVD di lezioni a partire dal 1991. Da allora, sotto la supervisione del direttore creativo Josh Timonen, molti altri progetti video sono stati lanciati sul sito. Brevi filmati sulle idee e sui concetti basilari della scienza, disponibili on line gratuitamente per essere utilizzati come una risorsa didattica.
Dawkins, in una nota a piè di pagina del libro Il più grande spettacolo della Terra, si lamenta che lo status privilegiato di esentasse può essere acquisito molto più facilmente dalle organizzazioni religiose, in caso contrario occorre le organizzazioni laiche "devono fare i salti mortali" per dimostrare  di esserne degni. In quanto per ottenere tale stato per l'organizzazione sono state necessarie procedure burocratiche "lunghe" e "molto costose". Egli cita una lettera del Charity Commission, che dichiarò: "Non è chiaro come il progresso della scienza possa portare verso un miglioramento mentale e morale dei cittadini. Vi preghiamo di fornirci le prove di ciò o di spiegarci come [la RDF] sia collegata alla promozione dell'umanesimo e del razionalismo." A partire dal 14 settembre 2007, è stato accettata la richiesta dello status di no-profit per la RDF negli Stati Uniti e nel Regno Unito.
Lo scrittore credente Marion Ledwig suggerisce che la fondazione potrebbe essere nata con lo scopo di essere una controparte atea della John Templeton Foundation, un'organizzazione accusata da Dawkins, ne L'illusione di Dio, di voler corrompere la scienza.